# Novo confucionismo
O novo confucionismo (Chinês: 新儒家; Pinyin: xīn rú jiā) é um movimento intelectual do confucionismo que começou no início do século XX na República da China, e que se desenvolveu na China contemporânea período pós-Mao. É profundamente influenciado, mas não idêntico, ao neoconfucionismo das dinastias Song e Ming. É um movimento neoconservador nacionalista com raízes em vários movimentos chineses tradicionais e tem conotações religiosas; advoga por certos elementos confucionistas na sociedade – como a harmonia social, ecológica e política – com o objetivo de ser aplicado no contexto contemporâneo da filosofia ocidental como o racionalismo e o humanismo. A filosofia do novo confucionismo levantou pontos de debate entre acadêmicos confucionistas da China continental, Taiwan, Hong Kong e Estados Unidos.        

## História
A primeira geração de novos confucionistas (1921-1949) surgiu como resposta ao movimento Quatro de Maio e sua política iconoclasta contra o confucionismo. O confucionismo foi atacado como não científico e contrário ao progresso moderno da China. Uma figura notável dessa época foi Xiong Shili, que tinha estudado o budismo de maneira aprofundada em sua infância mas posteriormente buscou uma reforma na filosofia confucionista. Pegando emprestado elementos da escola de Wang Yangming, Xiong desenvolveu um sistema metafísico para o novo movimento confucionista e acreditava que o aprendizado do oriente era superior ao do ocidente. Outra figura, Feng Youlan, seguindo a escola neoconfucionista de Zhu Xi, tinha anseio por uma nova vitalidade da filosofia chinesa baseada na filosofia ocidental.
Com o começo do regime comunista na China em 1949, muitos dos principais líderes intelectuais do movimento se exilaram em Taiwan, Hong Kong e Estados Unidos. Figuras notáveis da segunda geração começaram a surgir (1950-1979) incluindo indivíduos como Tang Chun-i, Mou Zongsan e Xu Fuguan, todos os três estudantes de Xiong Shili. Zongsan, em particular, era bem versado nas tradições da China antiga e argumentou que Immanuel Kant era, de muitas maneiras, um Confúcio do ocidente. Estes três, juntos com Zhang Junmai proclamaram o Novo Manifesto Confucionista, consolidando suas crenças e chamando a atenção ao seu movimento filosófico.  
Nas últimas décadas, os representantes mais vocais do novo movimento confucionista fora da China tem sido os estudantes de Mou Zongsan. Talvez um dos mais proeminentes, Tu Weiming, tem promovido a ideia que o Confucionismo passou por três épocas: o clássico confucionismo da Dinastia Han, o neoconfucionismo das Dinastias Song-Ming, e o novo confucionismo. Essas três gerações tem sido instrumentalizadas para a difusão do confucionismo fora da Ásia, como pode ser visto pelos confucionistas de Boston e outros confucionistas ocidentais como Wm. Theodore de Bary.

### Novo confucionismo continental
Seguindo o período da abertura econômica da China sob o governo de Deng Xiaoping após 1978, o ensinamento de Confúcio foi revitalizado na China. Os atuais "novo confucionistas continentais" emergentes, liderados inicialmente por Jiang Qing, nitidamente se diferenciaram dos "novos confucionistas ultramar" desenvolvido por Mou e outros. De acordo com Jiang, o confucionismo pode ser dividido hoje em duas tendências: "Confucionismo de mentalidade" e "confucionismo político". Confucionismo, ele coloca, por mais de um milênio ficou confinado ao confucionismo de mentalidade às custas do confucionismo político, deixando o verdadeiro ensinamento de Confúcio "mutilado". Jiang argumenta pela restauração da legitimidade política como a base do pensamento confucionista, por uma atenção renovada das estruturas constitucionais do confucionismo e que este seja declarado a religião oficial do estado.
Outros novos confucionistas continentais adotaram uma posição política mais liberal em relação ao confucionismo. Chen Ming, ainda que concorde com a rejeição de Jiang da ênfase metafísica dos "novos confucionistas ultramar", argumenta que o confucionismo é melhor visto como uma religião civil, compatível com a democracia, e que a vida política pode expressar aspectos religiosos sem um estado confessional.
Para Chen, "o confucionismo de Mou Zongsan como sendo o 'ensinamento perfeito' parece apelar demasiadamente para a emoção, a visão de Jiang que a China deveria unificar a política com o confucionismo é certamente é bastante simplista, e o programa de Xiaoguang em transformar o confucionismo em um estado confessional é dificilmente aplicável".

## Sociedade harmoniosa
O conceito de sociedade harmoniosa (chinês simplificado: 和谐社会; chinês tradicional: 和諧社會; pinyin: héxié shèhuì) data da época de Confúcio. Como resultado, a filosofia também tem sido caracterizada como derivada do novo confucionismo. Nos tempos atuais, passou a ser uma característica chave do ex-Secretário-Geral do Partido Comunista da China Hu Jintao e assinatura ideológica deste na Visão Científica de Desenvolvimento levada a diante em meados dos anos 2000, sendo reintroduzida pela administração Hu–Wen durante o Congresso Nacional do Povo de 2005.  
A filosofia é reconhecida como uma resposta ao crescimento da injustiça social e desigualdade que está emergindo na sociedade Chinesa como resultado do crescimento econômico sem controle, o qual levou ao conflito social. A filosofia do governo portanto se balanceou em torno do crescimento econômico com o equilíbrio geral da sociedade e sua harmonia. Juntamente como uma sociedade próspera, isto tem sido visto como um dos objetivos nacionais do Partido Comunista. 
A promoção da "sociedade harmoniosa" demonstrou que a filosofia de Hu Jintao se distanciou de seus predecessores. Em 2011, próximo ao final de seu mandato, Hu agiu para estender a ideologia para uma dimensão internacional, com o foco na paz internacional e cooperação entre nações, que poderia ter como consequência um "mundo harmonioso". A administração de seu sucessor, Xi Jinping, usou a filosofia de maneira mais contida.
Alguns acadêmicos, de maneira notável Yan Xuetong e Daniel A. Bell, defendem a restauração da meritocracia confucionista institucionais indo de contra a censura na China e em qualquer outros lugar em um novo programa político confucionista. Outros (por exemplo, Jana S. Rošker) enfatizam que o confucionismo não é de forma alguma um só escopo estático de pensamento, mas ao invés disso implica em diferentes ideias que podem ser usadas de maneira arbitrária e seletiva por ideologias modernas, que são marcadas por sua função ou legitimação do poder do estado. Considerando o desenvolvimento histórico do conceito de harmonia nós precisamos perguntar a nós mesmos quais são as partes da tradição filosófica baseada em questões históricas, e quais as partes são meramente um produto (ideológica e política) da demanda dos acontecimentos atuais.      